# Morris the Cat
Morris the Cat (* 1959 in Chicago, Illinois; † 7. Juli 1978 ebenda) war eine orangefarbene Hauskatze und Star einer Reihe von Katzenfutter-Werbespots der Marke 9Lives.

## Geschichte
1968 wurde Morris, zunächst „Lucky“ genannt, im Tierheim Hinsdale Humane Society (HHS) aufgenommen. Dort entdeckte man sein Potential und kontaktierte den Tiertrainer Bob Martwick. Dieser vermittelte den Kater weiter an die Katzenfutter-Firma 9Lives, die Morris zwischen 1968 und 1978 zum Star von 58 verschiedenen Werbespots machte. Morris wurde daraufhin das Gesicht der Firma. Gesprochen wurde er in allen Spots von John Erwin. Seine Popularität war so groß, dass für ihn ein eigener Sekretär eingestellt wurde, der die Post bearbeitete.
1973 spielte er im Film Der Spürhund an der Seite von Burt Reynolds und Dyan Cannon sowie in Der Tod kennt keine Wiederkehr mit. Er hatte zudem eine Reihe von Fernsehauftritten, unter anderem bei Good Morning America und Lifestyles of the Rich and Famous. Das US Magazine wählte Morris zum „Tierstar des Jahres“, zudem gewann er 1972 und 1973 den PATSY (Picture Animal Top Star of the Year), das Oscar-Äquivalent für tierische Schauspieler.
Als das Unternehmen in den 1970ern in das Vereinigte Königreich expandierte, wurden im britischen Fernsehen die US-amerikanischen Spots adaptiert, jedoch mit einer neuen Synchronisation versehen. Johnny Morris, bekannt für seine Synchronisationen im Rahmen der Kindersendung Animal Magic übernahm diese.
Bei drei Büchern wurde er als Hauptautor angegeben, zudem erschien 1974 Morris: An Intimate Biography. Er gilt als Vorlage für Jim Davis’ Comicfigur Garfield. Jim Davis bezeichnete Garfield als Mischung aus Morris und Archie Bunker.
Morris the Cat starb im Juli 1978 im Alter von 19 Jahren an einem Herzinfarkt. Auch nach seinem Tod blieb er die Werbefigur der Firma und wurde durch vier verschiedene Katzendarsteller ersetzt. Heute betreibt 9Lives unter anderem eine Facebook-Seite mit „Morris“.